# Ancien hôtel de ville de Pontefract
L'ancien hôtel de ville de Pontefract (Ponteftact Old Town Hall en anglais) était le siège du conseil municipal de Pontefract (Pontefract Urban Distruct Council) et de ses services.  L'hôtel de ville, situé dans la ville de Pontefract, dans le Nord de l'Angleterre.  Il a été construit en 1785.

## Voir également
- Hôtel de ville de Pontefract